# Nobara Hayakawa
Nobara Hayakawa (Bogotá, Colombia, 1973) es una artista de doble nacionalidad colombiana – japonesa. Se ha destacado por su versatilidad en distintos campos como autora, ilustradora, música y fotógrafa. 

## Biografía
Su padre era el arquitecto paisajista y monje budista japonés Masatoshi Hayakawa y su madre es la artista japonesa Nobu Takehisa, hija del escritor y artista Makoto Tsuji y nieta de la escritora feminista Noe Ito y el escritor dadaísta Jun Tsuji. 
Se graduó de Diseño Gráfico en la Universidad Nacional de Colombia en el año 1995. Posteriormente y gracias a la beca del Ministerio de Educación, Cultura, Deportes y Tecnología de Japón (MEXT), pudo obtener su Maestría en Bellas Artes en la Universidad Nacional de Bellas Artes y Música de Tokio en el año 2003. Ha dirigido talleres en sitios como el SNA (Salón Nacional de Artistas), la Feria Internacional del Libro de Bogotá (FILBO), la Feria del Libro de Bucaramanga y Talleres Liebre Lunar. Organizó el capítulo bogotano de Pechakucha Night de 2005 a 2019. También ha sido curadora invitada del programa Artecámara Archivado el 10 de agosto de 2020 en Wayback Machine. de la Cámara de Comercio de Bogotá y docente en artes visuales (Universidad Javeriana) y diseño (Universidad de los Andes y Universidad Jorge Tadeo Lozano)
Ya de pequeña tenía un interés por la música y estuvo tomando clases de piano hasta su pubertad. Más adelante, fue puliendo su talento musical haciendo parte de diversos proyectos musicales grupales y grabando sus propias composiciones. A lo largo de su vida se ha interesado por diferentes ramas del arte incluida la cerámica, que aprende de forma autodidacta. Ha realizado varios trabajos de diseño y de fotografía, así como videoclips, música por comisión para video, teatro y publicidad y trabajo audiovisual de su autoría. Sus fotografías han sido publicadas en diversas revistas, así como en el cuadernillo "Un algo ahí" como parte de su participación en el 45 Salón Nacional de Artistas (2019). En 2019, expuso una selección de sus fotos en Bogotá como parte de la curaduría de Manuel Kalmanovitz “Llamitas al viento”.

## Estilo
Es una diseñadora gráfica y artista visual que trabaja con una amplia variedad de medios. Su obra visual aborda de manera recurrente problemas existenciales, que van desde la complejidad de las relaciones humanas, hasta la relación de los humanos con su entorno, señalando situaciones alarmantes como el calentamiento global o las catástrofes naturales, de una manera cándida y poniendo en práctica estrategias del pop art y el diseño de personajes como el animismo y la simplicidad visual, con colores planos e imágenes fáciles de leer.
Su obra musical ha estado influenciada por las artistas Meredith Monk y Laurie Anderson, en la exploración experimental de la voz y en el libre uso de los recursos y herramientas existentes respectivamente. 

## Obras

### Obras publicadas como autora-ilustradora
- Nubarrón. Ed. Planeta Lector, 2018

### Obras publicadas como ilustradora
- El Libro de los Tesoros de Lupe y Lolo. Escrito por Beatriz Helena Robledo, Ed. Rey Naranjo, 2015
- Hola, miedo. Textos de Álvaro Robledo Cadavid, Ed. Planeta Junior, 2018
- Hola, rabia. Textos de Álvaro Robledo Cadavid, Ed. Planeta Junior, 2019
- Hola, tristeza. Textos de Álvaro Robledo Cadavid, Ed. Planeta Junior, 2019
- La respiración es tu casa. Textos de Álvaro Robledo Cadavid, Ed. Planeta Junior, 2020
- Hola, gratitud. Textos de Álvaro Robledo Cadavid, Ed. Planeta Junior, 2020

### Obras publicadas como fotógrafa
- Un algo ahí. Ed. Manuel Kalmanovitz para el 45 SNA, 2019

## Reconocimientos
- Beca del Ministerio de Educación de Japón, Universidad Nacional de las Artes de Tokio. Abril de 2000
- Festival de Cine y Video de Syracuse, Syracuse University. Enero de 2004
- V Salón de Imagen Regional, Ministerio de Cultura de Colombia. Enero de 2006
- Programa de estímulos FGAA, Fundación Gilberto Alzate Avendaño. Enero de 2008